# Црква Светих Петра и Павла у Лукавици
Црква Светих Петра и Павла, налази се на 1,5 километар од центра Тутина, те је народ овога града зове и Старом градском црквом. Црква представља непокретно културно добро као споменик културе од великог значаја. У порти цркве налази се и градско православно гробље.

## Изглед цркве
Црква посвећена Светим апостолима Петру и Павлу подигнута је у 16. веку као једноставна грађевина. Омалтерисаних фасада и стрмог двоводног крова покривеног шиндром, она споља само полукружном апсидом одаје своју намену. Јединствен простор наоса засведен је полуобличастим сводом, а припрата као посебно одељење касније је призидана уз храм. У овој неупадљивој, чак безличној архитектури крије се изванредан сликани ансамбл који су живописци, однекуд из северних области Грчке, извели 1647/48.
Своје порекло и добро познавање иконографије откривају детаљима, какве су представе сиромашних и Данилове визије у сцени Страшног суда, или уметање Богородице у композицију Силаска св. Духа. Двојица сликара, различите даровитости али изразито склони нарацији, приказали су уз мноштво појединачних ликова циклус Великих празника смештајући сваку сцену у посебно, бордуром омеђено поље, док су сцене из циклуса Христових Страдања извели континуално, као појас. Међу малобројним сачуваним целинама из средине 17. века тутинске фреске заузимају посебно место како због несумњивих ликовних квалитета тако и због садржајне идејне поруке.
Конзерваторско-рестаураторски радови на архитектури и живопису изведени су у периоду 1967–1971. године

## Иконографија
Својим једноставним обликом, градитељским особинама и скромним димензијама храм св. Петра и Павла на гробљу y Тутину не припада значајнијим споменицима сакралне архитектуре из времена турске власти, али његов зидни украс из 1646/7. године представља занимљиво остварење и с разлогом је привукао пажњу истраживача. Ослањајући ce на стилске и иконографске аналогије, С. Петковић и Р. Станић везали су тутинске фреске за групу сликара који су украсили нартекс цркве манастира Хопова и храм Рођења Христовог y Арбанасима y Бугарској. При томе, они су, као и Љ. Прашков, изразили мишљење да су сва три споменика била дело грчких сликара, можда са Свете Горе, који су средином XVII века декорисали више споменика на Балкану. Као што је познато, светогорске везе са православним балканским светом биле су y то време веома снажне. Иконографија тутинског Страшног суда везује ce својим основним цртама за схеме византијског доба, при чему извесни детаљи одају и новине поствизантијског времена. Првобитна композиција ce налазила на западној фасади цркве која је имала заштитни трем. Касније, када је испред храма дозидан нартекс, фреске су ce нашле y његовој унутрашњости. Представе Страшног суда на фасадама биле су, иначе, уобичајене y поствизантијском сликарству, нарочито y Молдавији где су биле развијене на површинама више зидова, док су y Србији остале ограничене само на западну фасаду. Видљиве из далека, ове слике на спољној страни цркве имале су намену да узбуде машту верних и подсете их на долазак неизбежног дана. Општа структура тутинске композиције, сведене на један зид, битно ce разликовала од схема Страшног суда XIII и XIV века, које су сликари развијали на више зидова, као y Милешеви, Сопоћанима, Богородици Љевишкој, Дечанима, Митрополији y Мистри или Кахрије џамији y Цариграду. Тутинска представа била је типична за мале цркве y којима је разуђене сцене са бројним епизодама требало свести на ограничене површине.

## Страдање мученика тутинских
У току јесени 1942. године муслимански фанатици под командом Салка Ганевића спремали су ликвидацију свештеника Луке и његове породице. Ликвидацију су покушали да изврше на празник Светог Луке 1942 године. "Опколили су кућу свештеника и уз претњу споља бацили су бомбу у спаваћу собу где је спавала породица, тешко је рањена у главу и руке попадија Марица. Чим је јутро свануло отац Лука је са породицом напустио свој многовољени Суви До и своју парохију. Гостопримство је нашао код оца Уроша, пароха добрињског, у Тутину. Када је отац Лука избегао у нешто безбеднији Тутин, који је у то време био под албанском цивилном и италијанском војном влашћу, у његову кућу се уселила команда Салка Ганевића, који није одустајао од ликвидације свештеника. Тешко рањену попадију Марицу и јако обневиделог оца Уроша лечио је италијански војни лекар Ривера. Он је планирао са италијанском командом и породицама свештеника да их војним санитетом пребаци до Рашке.
На изненађење италијанске војске и мештана осванула је крвава недеља, 21 фебруара 1943. године, у Тутину. У цркви Светих апостола Петра и Павла између 8 и 9 часова хицима бандита Салка Ганевића у току Свете Литургије убијени су свештеници Урош и Лука, а са њима и седамнаестгодишњи црквењак Јаблан. Поред многих удараца кундацима подносили су и бол живог угљевља које је вађено из кадионице и стављано им у уста. Када је народ чуо пуцњаву позвао је италијанске војнике који су дошли у цркву са народом и затекли беживотна и унакажена тела свештеника у одеждама и црквењака. Убице су после овог гнусног злочина побегле.
Мученици су сахрањени испред олтара тутинске цркве из 14 века. Док је трајао обред опела са брда над клисуром Видрењакa чули су се слављенички плотуни убица и њихових присталица. После страдања свештеника и црквењака уследило је и велико страдање српског народа штавичког среза - сав народ је протеран са огњишта, а више стотина Срба је убијено.
Отац Урош Поповић, парох добрињски, рођен је 1897. године у Азанима (Беране) у породици која је дала преко четрдесет свештеника Српској православној цркви. Завршио је Богословско-учитељску школу у Призрену, оженио се Олгом, а Господ им је подарио петоро деце: Душана, Милорада, Јелицу, Милицу и Лепосаву.
Отац Лука Поповић, парох суводолски, рођен је 1890. године у Сувом Долу (Пештер) од оца свештеника Милутина и мајке Марије. Његови корени су од азанске свештеничке породице Поповића, одакле је и отац Урош. Завршио је Богословско-учитељску школу у Призрену, а за свештенички чин припремао се још и у Пећкој патријаршији. Као регрут учествовао је у Првом светском рату. Био је рањен у првим ратним окршајима, да би потом отишао на лечење у Француску. Оженио се Марицом Чукановић, имали су шесторо деце: Жарка, Добрилу, Олгу, Градимира, Горицу и Владету. Постављен је за пароха суводолског 1926. године.
Ова црква је раније била позната и као као црква Светог цара Константина и царице Јелене..